# Cockayne Soup
Cockayne Soup è il primo EP registrato dalla band giapponese The Gazette, pubblicato il 28 maggio del 2003. Le prime stesure dell'album erano solo 5000 copie. In seguito, venne pubblicato un Digipak in edizione limitata. L'edizione in questione conteneva, assieme ai testi delle canzoni, delle immagini che non erano presenti nell'edizione originale dell'album.

## Tracce
1. Beautiful 5 [Shit]ers 3:24
2. 32 Koukei no Kenjuu (32口径の拳銃) 5:41
3. Shiawase na Hibi (幸せな日々) 4:39
4. Haru ni Chirikeri, Mi wa Kareru de Gozaimasu (春ニ散リケリ、身ハ枯レルデゴザイマス) 5:29

## Formazione
- Ruki - voce
- Uruha - chitarra
- Aoi - chitarra
- Reita - basso
- Kai - batteria